# Елизабет Пруска (1815–1885)
Елизабет Пруска или Мария Елизабет Каролина Виктория Пруска (на немски: Elisabeth von Preußen, Marie Elisabeth Karoline Viktoria Prinzessin von Preußen; * 18 юни 1815 в градския дворец в Берлин; † 21 март 1885 в Бесунген при Дармщат) от фамилията Хоенцолерн (линията Бранденбург-Прусия) е принцеса от Кралство Прусия и чрез женитба принцеса на Хесен-Дармщат и Великото херцогство Хесен и при Рейн.
Тя е дъщеря на принц Вилхелм от Прусия (1783 – 1851) и принцеса Мария Анна Амалия фон Хесен-Хомбург (1785 - 1846), дъщеря на ландграф Фридрих V фон Хесен-Хомбург (1748 – 1820), сестра на Фредерика Луиза фон Хесен-Дармщат (1751 – 1805), съпруга на пруския крал Фридрих Вилхелм II. Нейният баща е най-малкият син на пруския крал Фридрих Вилхелм II (1744 – 1797) и най-малкият брат на пруския крал Фридрих Вилхелм III. По-малката ѝ сестра Мария (1825 – 1889) е омъжена 1842 г. за крал Максимилиан II Йозеф от Бавария (1845 – 1886).
Елизабет се омъжва на 22 октомври 1836 г. в Берлин за принц Карл фон Хесен-Дармщат (1809 - 1877). Той е по-малък брат на (от 1848) велик херцог Лудвиг III фон Хесен-Дармщадт (1806 – 1877) и по-голям брат на руската императрица Мария (1824 – 1880), омъжена 1841 г. за цар Александър II от Русия (1818 – 1881), и на Александър (1823 – 1888), бащата на българския княз Александър I Батенберг.
Нейната главна задача е грижата за бедните. Тя дава 10 000 гулдена за строеж на Елизабетенщифт в Дармщадт. Тя се грижи за внуците си, останали сираци.
Нейният син Лудвиг IV наследява 1877 г. бездетния си чичо велик херцог Лудвиг III.
Тя е жива при женитбата на внучката си Виктория за принц Лудвиг Александър фон Батенберг на 30 април 1884 г. в Дармщат. Умира на 70 години на 21 март 1885 г. в Бесунген при Дармщат.

## Деца
Елизабет Пруска и принц Карл фон Хесен-Дармщат имат децата:
- Фридрих Вилхелм Лудвиг Карл (1837 – 1892), Лудвиг IV, велик херцог на Хесен и при Рейн, женен I. за принцеса Алиса от Великобритания и Ирландия (1843 – 1878), II. за графиня Александрина фон Хутен-Чапска (1854 – 1941)
- Хайнрих Лудвиг Вилхелм Адалберт Валдемар Александер (1838 – 1900), женен (морг.) I. на 28 февруари 1878 г. в Дармщат за Каролина Вилих ген. фон Пьолниц (1848 – 1879), баронеса фон Нида, II. на 20 септември 1892 г. в Дармщат за Емилия Матилда Хедвиг Хржич де Топуска (1868 – 1961), баронеса фон Дорнберг
- Мария Анна Вилхелмина Елизабет Матилда (1843 – 1865), омъжена на 12 май 1864 г. в Дармщат за велик херцог Фридрих Франц II фон Мекленбург-Шверин (1823 – 1883)
- Вилхелм Лудвиг Фридрих Георг Емил Филип (1845 – 1900[), генерал, женен (морг.) на 24 февруари 1884 г. във Франция за Жозефина Бендер (1857 – 1942), „фрау фон Лихтенберг“